# Friedrich Janssen (Politiker, 1884)
Friedrich Janssen (* 4. Dezember 1884 in Osnabrück; † 20. Februar 1959 in Stuttgart) war Vorstandsvorsitzender eines Gaszählerherstellers und von 1952 bis 1956 Oberbürgermeister von Osnabrück.

## Leben
Nach dem Besuch des Osnabrücker Realgymnasiums und kaufmännischer Lehre trat Janssen in die G. Kromschröder AG ein. Hier rückte er nach der Rückkehr aus französischer Kriegsgefangenschaft in den Vorstand der Firma auf (1921). 1946 wurde er Vorstandsvorsitzender der Kromschröder AG. 1948 wurde er als Vizepräsident in das Präsidium der Industrie- und Handelskammer Osnabrück gewählt. Im gleichen Jahr wurde er für die CDU Mitglied des Rates der Stadt Osnabrück. 1952 folgte er Heinrich Herlitzius als Oberbürgermeister von Osnabrück und amtierte bis 1956. Sein Nachfolger war Heinrich Buddenberg.